# (6630) Skepticus
(6630) Skepticus est un astéroïde de la ceinture principale.

## Description
(6630) Skepticus est un astéroïde de la ceinture principale. Il fut découvert le 15 novembre 1982 à la station Anderson Mesa par Edward L. G. Bowell. Il présente une orbite caractérisée par un demi-grand axe de 2,23 UA, une excentricité de 0,20 et une inclinaison de 6,1° par rapport à l'écliptique.

## Compléments